# Jay Armstrong Johnson
Jay Armstrong Johnson es un actor estadounidense nacido el 1 de septiembre de 1987 en Fort Worth, Texas. Es conocido por participar en diversas obras de teatro tales como Un día en Nueva York, Hands on a Hardbody, Atrápame si puedes y Hair.

## Biografía
Armstrong Johnson nació y se crio en Fort Worth, donde comenzó a tomar clases de teatro en su décimo año de estudios. Debutó profesionalmente a los trece años de edad en el Casa Mañana. A los diecisiete años, obtuvo una beca para estudiar en la Steinhardt School de la Universidad de Nueva York, donde obtuvo una licenciatura en Música con especialidad en Interpretación Vocal y Teatro Musical.
Es miembro de la Actor's Equity Association.

### Carrera
Debutó en el musical Hair donde interpretó a Claude. A esto le siguieron papeles en obras tales como: Wild Animals You Should Know, Working, Sweeney Todd, The Last Goodbye, Un día en Nueva York, Hands On A Hardbody, Pool Boy Hairspray y West Side Story.
Audicionó para el papel de Jack Kelly en Newsies pero fue vencido por Jeremy Jordan.
Sus créditos en cine y televisión incluyen Sex and the City 2, It Could Be Worse y Law & Order: Special Victims Unit.
El 24 de noviembre de 2015 se dio a conocer que fue contratado para interpretar de forma recurrente a Will Olsen, un brillante recluta con cero habilidades sociales o empatía en la serie de televisión de la ABC Quantico.

## Filmografía
| Cine       | Cine                              | Cine             | Cine              |
| Año        | Película                          | Rol              | Notas             |
| ---------- | --------------------------------- | ---------------- | ----------------- |
| 2010       | Sex and the City 2                | Miembro del coro |                   |
| Televisión |                                   |                  |                   |
| Año        | Título                            | Rol              | Notas             |
| 2010       | Law & Order: Special Victims Unit | Paul             | 1 episodio        |
| 2013       | It Could Be Worse                 | Jay              | 1 episodio        |
| 2015       | Seeking                           | Sam              | miniserie         |
| 2016       | Quantico                          | Will Olsen       | Elenco recurrente |